# Soko G-2 Galeb
El SOKO G-2 Galeb (‘gaviota’ en serbio y croata) es un avión militar monomotor de ataque a tierra, reconocimiento, contrainsurgencia y de entrenamiento avanzado desarrollado por el fabricante yugoslavo SOKO en su planta de Mostar (en la actualidad Bosnia-Herzegovina).

## Variantes
- G-2A: Entrenador avanzado y avión de ataque ligero biplaza.
- G-2A-E: Versión de exportación biplaza para Libia y Zambia.
- G-3: Prototipo de la versión de exportación, con motor turborreactor BMB (Rolls-Royce/Bristol Siddeley) Viper Mk 531 del J-21 Jastreb, cabina modernizada, cámaras en tanques de punta alar, el doble de capacidad para armamento, impulsores JATO y otras modificaciones.
- G-2Š: Entrenador desarmado.

## Operadores

### Usuarios en activo
SerbiaFuerza Aérea Serbia. 1 ejemplar en servicio.

### Antiguos usuarios
LibiaFuerza Aérea Libia. 116 aviones G2A-E. Cuatro aviones capturados por los rebeldes en el Aeropuerto de Misrata el 24 de febrero de 2011, uno derribado por un caza francés sobre Misrata el 24 de marzo.
 LibiaEjército Popular Libio. 4 aviones G2A-E capturados a la Fuerza Aérea Libia en el Aeropuerto de Misrata el 24 de febrero de 2011.
 YugoslaviaFuerza Aérea de la República Federal Socialista Yugoslava
 Zaire1 avión entregado al gobierno de Mobutu como parte de un contrato franco-yugoslavo en 1997.

### Particulares
John Travolta poseyó un ejemplar como parte de su flota privada hasta que lo vendió en 2013.

## Especificaciones (G-2A)
Referencia datos: Jane's All The World's Aircraft 1982–83

### Características generales
- Tripulación: 2
- Longitud: 10,34 m
- Envergadura: 11,62 m
- Altura: 3,28 m
- Superficie alar: 19,43 m²
- Peso vacío: 2.620 kg
- Peso cargado: 3.374 kg
- Peso máximo al despegue: 4.300 kg (misión de ataque)
- Planta motriz: 1× turborreactor DMB (bajo licencia de Rolls Royce/Bristol Siddeley) Viper ASV.11 Mk 22-6.
  - Empuje normal: 11,1 kN (1134 kgf; 2500 lbf) de empuje.
- Capacidad de combustible: 780 kg internos y hasta 340 kg en tanques lanzables de punta alar

### Rendimiento
- Velocidad máxima operativa (Vno): 812 km/h (505 MPH; 438 kt) a 6.200 m de altitud
- Velocidad crucero (Vc): 730 km/h (454 MPH; 394 kt) a 6.000 m
- Velocidad de entrada en pérdida (Vs): 158 km/h (98 MPH; 85 kt) con flaps y aerofrenos desplegados
- Alcance: 1240 km (670 nmi; 771 mi)
- Techo de vuelo: 12 000 m (39 370 ft)
- Régimen de ascenso: 22,8 m/s (4488 ft/min)

### Armamento
- Ametralladoras: 2× ametralladoras de calibre 12,7 mm en el morro
- Puntos de anclaje: 4 pilones subalares con una capacidad de 300 kg, para cargar una combinación de:  
  - Bombas: Hasta 300 kg
  - Cohetes: Hasta 300 kg

### Desarrollos relacionados
- Soko J-21 Jastreb
- Soko G-4 Super Galeb

### Aeronaves similares
- Aero L-29 Delfín
- BAC Jet Provost
- Fouga Magister
- Aermacchi MB-326
- PZL TS-11 Iskra
- Hispano Aviación HA-200
- Fuji T-1